# Gliese 453
Gliese 453 is een oranje dwerg met een spectraalklasse van K5.V. De ster bevindt zich 33,2 lichtjaar van de zon.